# ریان اس-سی
ریان اس-سی (به انگلیسی: Ryan_S-C) یک هواگرد ملخ‌پیشین تک‌موتوره از نوع تک باله ساخت شرکت Ryan است. هواگرد ریان اس-سی نخستین پروازش را در ۱۹۳۷ میلادی انجام داد. در مجموع، تعداد ۱۳ فروند از این هواگرد ساخته شده‌است.